# La Caldera del Parque
El Héctor "Gallo" Cabrera, más conocido como La Caldera del Parque, es un estadio de rugby propiedad del Tucumán Lawn Tennis Club ubicado en la ciudad de San Miguel de Tucumán, Argentina. Se sitúa en Avenida Gobernador del Campo al 400, en el Parque 9 de Julio.
La cancha principal tiene el nombre de Hector "Gallo" Cabrera, en honor a un destacado jugador del club, fallecido en 2007. Cuenta con capacidad para 8.000 espectadores, lo que lo convierte en el estadio de rugby más grande de Tucumán y del noroeste argentino.

## Historia
Con el inicio de Lawn Tennis en el rugby, a principios de la década del 60, se necesitó un lugar en donde practicar dicho deporte. En los primeros años, los jugadores y dirigentes participaron en la demarcación de las medidas de la cancha y sus alambrados. En la década del 70, se construyeron dos tribunas de madera y se realizaron otras obras. De esta manera el camino a la actualidad del estadio fue paso a paso hasta llegar a su estado actual.
En el año 2007 pasó a llamarse Héctor Cabrera, debido al exjugador histórico de la institución. 
Con el pasar del tiempo, la Caldera del Parque, pasó a ser la casa de Los Naranjas para los partidos del Campeonato Argentino de Mayores, recibiendo la final del torneo en varias ocasiones, incluyendo la final del 2000, en donde distintas fuentes indican que ese día asistieron 10000 personas.